# سمير السعداوي
صحفي لبناني من أصول ليبية مواليد بيروت 1959، وهو حفيد شقيق المناضل السياسي الليبي بشير السعداوي. أشرف على قسم العلاقات الدولية في صحيفة الحياة اللندنية. عاش سمير السعداوي في بريطانيا في الفترة ما بين سنتي 1984 و2000. وقد انضم لصحيفة الحياة سنة 1990 و قبل انضمامه إلى الصحيفة المذكورة عمل صحفيًا مستقلًا في عدة صحف عربية كما عمل في مجال العلاقات العامة في عدة شركات بريطانية. بعد 10 أعوام من إقامته في لندن، انتقل السعداوي إلى مكاتب الحياة في بيروت مشرفًا على قسم الدوليات، قبل أن ينتقل نحو سنة 2017 إلى دبي، مديرًا للتحرير في الصحيفة ذاتها، وانضم حوالى سنة 2018 إلى جريدة الشرق الأوسط.
توفي يوم الأربعاء 4 سبتمبر 2019 بعد مرض ألم به، وألزمه السرير لأيام في العاصمة البريطانية لندن.

## وصلات خارجية
- مدونة سمير السعداوي
- مجموعة من مقالات سمير السعداوي في صحيفة الحياة - موقع الحياة
- مجموعة مقالات لسمير السعداوي - موقع المركز العربي للبحوث و الدراسات